# ناتاليا غوليتسينا
الأميرة ناتاليا بيتروفنا غوليتسينا (الروسية: Наталья Петровна Голицына)، أو نيرينيشيفا أو تشرنيشوفا (28 يناير 1741 - 1 يناير 1838، سانت بطرسبرغ) خادمة الشرف «في بلاط أربعة أباطرة»؛ سيدة الدولة والسيدة الفارسية في وسام القديسة كاثرين، نبيلة روسية.كانت معروفة في المجتمع باسم «أميرة الشوارب» («أميرة الشوارب»)
وُلدت ناتاليا بيتروفنا في عائلة تشيرنيشوف النبيلة، وكانت ابنة الدبلوماسي بيوتر تشيرنيشوف، سفيرة إلى برلين وقت ولادتها. انتقلت مع العائلة إلى لندن، بعد مهام والدها كسفير لدى المحاكم الملكية في أوروبا، وعادت إلى روسيا لفترات. عينت واحدة من خادمات الإمبراطورة كاثرين العظمى في عام 1762، وتزوجت من الأمير فلاديمير بوريسوفيتش غوليتسين في عام 1766. وتولت مسؤولية إدارة ممتلكاته، وزادت ثروات العائلة إلى حد كبير، قبل أن ينتقل الزوجان إلى الخارج مع أسرهم لتعليمهم. استقروا في باريس، حيث أصبحت ناتاليا محبوبًا في البلاط الفرنسي، الملقب بـ «فينوس موسكو». بالعودة إلى روسيا بعد الثورة الفرنسية، أسست العائلة نفسها في سان بطرسبرغ.
واصلت الأميرة جوليتسينا اجتماعها الاجتماعي، حيث أنشأت صالونًا شعبيًا أصبح نقطة محورية مهمة في المحكمة. واصلت تلقي اهتمام الأباطرة الروس، حيث حصلت على أوامر النبلاء، واختلطت مع أرفع مستويات المجتمع. وقد حظيت بشعبية في الأماكن العامة، رغم أنها تعتبر استبدادية إلى حد ما، إلا أنها اهتمت بأطفالها بشكل خاص، وفرضت قواعد ومعايير سلوك صارمة. كان تأثيرها وسيطرتها على حياتها لدرجة أنه حتى في حياة البالغين كانوا يخشون الجلوس أمامها، واستمرت في إدارة الممتلكات والأسرة المالية. على الرغم من كونه الحاكم العام لموسكو، فقد اضطر ابنها ديمتري إلى الاستعانة بالإمبراطور للتوسط نيابة عنه للحصول على زيادة في المخصصات التي منحتها له. في الحياة اللاحقة أصبحت معروفة في المجتمع باسم «الأميرة شارب» حيث أصبح شعر وجهها أكثر بروزًا. كانت مصدر إلهام للكونتيسة في قصة ألكساندر بوشكين القصيرة «ملكة البستوني»، وهي اسم مستعار آخر أصبح متعلقًا بها. توفيت عن عمر يناهز 96 عامًا، بعد أن كانت جزءًا من البلاط الإمبراطوري خلال حياة خمسة من الأباطرة والإمبراطوريات.